# Neoseiulus fallacoides
Neoseiulus fallacoides är en spindeldjursart som beskrevs av James P. Tuttle och Muma 1973. Neoseiulus fallacoides ingår i släktet Neoseiulus och familjen Phytoseiidae. Inga underarter finns listade i Catalogue of Life.